# Emil Zátopek
Emil Zátopek (pronunciat en txec: [ˈɛmɪl ˈzaːtopɛk]) (Koprivnice, Moràvia Septentrional, 19 de setembre de 1922 - Praga, 22 de novembre de 2000) fou un atleta txec que va ser anomenat "la locomotora humana" pels seus rècords a llarga distància. Practicà una nova tècnica d'aquesta modalitat, consistent a començar la prova a un pas normal i anar augmentant rítmicament, cada cop més de pressa.

## Biografia
Zátopek va néixer el 19 de setembre de 1922, el mateix dia que Dana Zátopková que més tard es convertiria en la seva dona. Va ser el setè fill en una família de recursos modestos. Als 16 anys, va començar a treballar a la fàbrica de sabates Bata a Zlín. Zátopek ha recordat que «Un dia, l'entrenador d'esports de la fàbrica, que era molt estricte, va assenyalar quatre nois, entre ells jo, i ens va ordenar córrer en una cursa. Vaig protestar que estava dèbil i no estava en condicions per córrer, però l'entrenador em va enviar per a un examen físic, i el metge va dir que estava perfectament bé, així que vaig haver de córrer, i quan vaig començar, vaig sentir que volia guanyar». Zátopek va acabar segon en 100 m. Després d'això, es va interessar molt per córrer. Es va unir a un club atlètic local on va desenvolupar el seu mateix programa d'entrenament basat en el que havia llegit sobre el gran olímpic finlandès Paavo Nurmi.

## Carrera esportiva
Va aconseguir la seva primera plusmarca el 1944 i va acumular vuit campionats nacionals en 5.000 metres i 10.000 metres.
Zátopek va ser seleccionat per a l'equip nacional txecoslovac el 1946 a Oslo i va acabar cinquè en els 5000 m en 14:25.8, batent el seu propi rècord txecoslovac de 14:50. En els Jocs Olímpics d'Estiu de 1948 a Londres, Zátopek va guanyar els 10.000 m i va acabar segon darrere de Gaston Reiff de Bèlgica durant una pluja torrencial en els 5000 m.
Al final de la guerra es va unir a l’exèrcit txecoslovac, on se li va donar a poc a poc més temps per al seu extenuant règim d'entrenament. Dos anys després, en el Campionat d'Europa d'atletisme de Brussel·les, es va imposar en ambdues proves. Però va ser en els Jocs Olímpics de Hèlsinki, on va aconseguir que el seu nom passés a la història de l'atletisme, després de vèncer, en el termini d'una setmana, en 5.000 metres, 10.000 metres i en la marató. La seva esposa Dana va guanyar la medalla d'or en el llançament de javelina tan sols una hora després que el seu marit guanyés la cursa de 5.000 metres.
Posteriorment, va participar en el Campionat d'Europa de 1954, que va tenir lloc a Berna, on va aconseguir de nou el títol continental de 10.000 metres, així com la medalla de bronze en 5.000 metres. Aquest any, 1954, establí els seus darrers rècords en 5.000 metres i 10.000 metres. En els Jocs Olímpics d'estiu de 1956 va ser sisè en la marató. El 1958, al Cross Internacional de Lasarte, va posar fi a la seva trajectòria esportiva guanyant la cursa. Al llarg d'aquesta va competir en 334 curses i va obtenir 261 victòries, establint un total de 18 rècords mundials en diferents distàncies. Superà la barrera dels 20 kilòmetres en una hora (20,052 km).

## Vida personal
La seva dona Dana Zátopková (nascuda el mateix dia i any que el seu marit) va guanyar una medalla d'or en el llançament de javelina als Jocs Olímpics de 1952, només uns instants després de la victòria d'Emil en els 5.000 m; va quedar segona als Jocs Olímpics de 1960. Un exemple de la relació lúdica entre marit i dona va ser quan Emil va intentar atribuir-se un cert mèrit per la victòria olímpica de la seva dona a la seva roda de premsa, afirmant que era la seva victòria als 5.000 m la que l'havia inspirada. La resposta indignada de la Dana va ser: «De debò? D'acord, vés a inspirar una altra noia i mira si llança una javelina de cinquanta metres!»
Zátopek era conegut per la seva personalitat amistosa i gregària i per la seva capacitat de parlar sis idiomes. Va ser visitat regularment a casa seva a Praga per atletes internacionals amb els quals havia fet amistat a les competicions. El seu rival britànic Gordon Pirie va descriure la seva com la casa més alegre i alegre on he estat.
Emil i Dana van ser els testimonis a la cerimònia del casament dels medallistes d'or olímpics Olga Fikotová i Harold Connolly a Praga el 1957. Emil havia parlat amb el president txecoslovac Antonín Zápotocký per demanar ajuda a l'heroïna nacional Olga un permís per casar-se amb la estatunidenca Connolly, en plena Guerra Freda. Tot i que no és clar fins a quin punt això va ajudar, van rebre un permís inesperadament uns dies després.
El 1966, Zátopek va acollir l'australià Ron Clarke quan va visitar Praga per a una cursa. Zátopek sabia la mala sort que s'havia enfrontat en Clarke; va tenir molts rècords mundials d'atletisme de mitjana distància i havia intentat unir-se al seu ídol als llibres de rècords, però no havia guanyat una medalla d'or olímpica (va ser derrotat per Billy Mills en un dels més grans trastorns de la història olímpica). Al final de la visita, Zátopek va lliurar una de les seves medalles d'or dels Jocs Olímpics de 1952 a Clarke.

## Últims anys i mort
Heroi al seu país natal, Zátopek va ser una figura influent del Partit Comunista i pujà fins i tot fins al grau de coronel. No obstant això, va donar suport a l'ala democràtica del partit i, després de la Primavera de Praga de 1968, va ser desposseït del seu rang i expulsat de l'exèrcit i del partit, apartat de tots els càrrecs importants i obligat a treballar en una sèrie de treballs manuals domèstics.
Va començar llavors una etapa fosca de la seva vida en què va treballar durant sis anys a les mines d'urani de Jáchymov per ser traslladat després a Praga per treballar d'escombriaire, però els seus companys de feina es negaven que recollís les escombraries i la gent del barri on treballava l'aplaudia en passar. El règim comunista el traslladà al camp, declarat oficialment com a geògraf, la seva feina consistia a cavar forats per als pals telegràfics. Després de retractar-se el 1975, la seva figura va ser rehabilitada en part pel règim comunista i el traslladen finalment a Praga al centre d'informació dels esports.
Va obtenir feina en una de les poques empreses que no es va desanimar de contractar ciutadans desfavorits. L'empresa era Stavební Geologie, i de seguida es va posar a treballar en la prospecció de recursos naturals al voltant de Bohèmia, i poques vegades va poder visitar la seva dona a Praga. La seva tasca en aquest camp va donar lloc al rumor que havia estat enviat (com molts abans que ell) als camps de concentració de les mines d'urani; tanmateix, els camps i l'última de les mines havien tancat molts anys abans. També es rumoreja que Zátopek va tenir una breu estada a la recollida d'escombraries, però el van deixar anar perquè no va poder completar una ronda sense que una horda de ciutadans insistís a ajudar-lo, tot i que no hi ha proves que això succeís mai.
L'any 1977, després de 5 anys de treballar i viure lluny de la seva dona i amics, l'esperit de Zátopek es va trencar i el govern comunista, que ja no el considerava una amenaça, li va permetre tornar a Praga amb l'oferta d'una altra feina humiliant i servicial a la ČSTV (Unió Txecoslovaca d'Educació Física). Com a única opció per tornar a Praga i amb la seva dona, Zátopek va acceptar l'oferta. Utilitzant el seu do com a lingüista, el ČSTV el va posar a treballar supervisant les publicacions estrangeres per conèixer els últims avenços en ciències de l'esport i tècniques d'entrenament. Va ser una feina humil remenar papers en una petita oficina sota l'estadi Strahov. Va exercir de manera diligent fins a la seva jubilació a principis dels anys vuitanta.
El 9 de març de 1990, Zátopek va ser rehabilitat per Václav Havel.
Zátopek va morir a Praga el 21 de novembre de 2000 a l'edat de 78 anys, a causa de les complicacions d'un ictus. El seu funeral al Teatre Nacional de Praga va estar ple de personalitats destacades del món de l'esport internacional.
Zátopek va rebre la medalla Pierre de Coubertin (la medalla L'esperit veritable de l'esportivitat) el 1975. El 2012, va ser nomenat entre els dotze primers atletes a ser inclòs al Saló de la Fama de la IAAF. Una estàtua de bronze de mida natural de Zátopek es va inaugurar a l'Estadi de la Joventut de Zlín el setembre de 2014.

## En la cultura popular
La cursa de pista més prestigiosa d'Austràlia porta el seu nom.
L'escriptor francès Jean Echenoz va publicar una biografia novel·lada de Zátopek titulada Courir (Córrer).
Una novel·la bengalí de Mati Nandi, Naran (নারান), el va esmentar com el model i la motivació del protagonista, un refugiat hindú bengalí del Pakistan oriental que es va traslladar a Calcuta el 1947 per evadir l'atac religiós i reconstruir la seva vida des de zero.
La cançó "Czech Locomotive" del grup de rock psicodèlic australià Pond del seu àlbum 9 parla d'ell.
La banda britànica de punk-rock Zatopeks va triar el seu nom després d'Emil Zátopek.

### Cinema
La pel·lícula Zátopek del 2021 se centra en la seva vida personal i carrera esportiva. Altres films:
- Emil Zátopek oder Dana sagt: Bier macht dumm. Documental 1980, Durada 55 min, Direcció: Hans-Dieter Grabe
- Emil Zatopek – Olympische Höhepunkte 1948–1952. Documental 1980, Durada 9 min
- Emil Zátopek: Die Lauflokomotive. Documental 1995, Direcció: Hagen Boßdorf
- Emil und Dana Zátopková. Documental 1997, Durada: 15 min, Direcció: Miroslav Kačor
- Nejen zlaté vzpomínky. Documental 2000, Durada 23 min
- Sláva vítězům. Documental 2001, Durada: 15 min, Direcció: Simona Oktábcová, Theodor Mojžíš
- Emila Zátopka. Documental 2003, Durada: 17 min, Direcció: Karel Hynie, Zdenek Patocka, Vojtech Peták, Pavel Taussig
- Slavné olympijské osmičky Podruhé v Londýné vstupuje Emil Zátopek. Documental 2008, Durada: 26 min
- Život atleta Emila Zátopka. Documental 2011, Direcció: M. Mináč, O. Sommerová
- Zátopek. Documental 2016, Durada: 52 min, Direcció: David Ondříček